# Susan George
Susan George (Akron, Ohio, 29 de junio de 1934) es una filósofa y analista política estadounidense, nacionalizada francesa en 1994. Es presidenta del comité de planificación del Transnational Institute de Ámsterdam. Entre 1999 y fines de 2006 actuó como vicepresidenta de ATTAC Francia y actualmente es Presidenta Honorífica del mismo.

## Datos biográficos
Entre sus títulos académicos se encuentran los de doctora en Ciencias Políticas (École des Hautes Études en Sciences Sociales, Université de Paris), licenciada en Francés (B. A. Smith College, Estados Unidos) y Filosofía (Sorbonne, París), etc. Su trabajo actual va encaminado hacia la lucha contra el modelo actual de la globalización, organización del comercio mundial, las instituciones financieras internacionales y las relaciones norte-sur.
A partir de 1990-95  se desempeñó en el comité de Greenpeace Internacional así como en el de Greenpeace Francia. Es miembro del grupo de Lisboa, patrona del jubileo 2000 y ha actuado como consultora de varias agencias especializadas de Naciones Unidas (FAO, UNESCO, Unicef etc.). Susan George es una portavoz pública habitual, determinante para los sindicatos y las organizaciones no gubernamentales en muchos países y se entrevista a menudo con la prensa, la radio y la televisión.

## Informe Lugano e Informe Lugano II
Entre sus libros están El informe de Lugano de 1999 (publicado en español por la editorial Icaria en 2001); Fe y crédito: el imperio secular del banco mundial (con Fabrizio Sabelli, Penguin, 1994); El bumerang de la deuda (Prensa, 1992 De Pluto); La enfermedad se va la pista (Penguin, 1990); etc. Susan George también es autora de docenas de prefacios, artículos de diario, contribuciones a conferencias y seminarios, capítulos en volúmenes corregidos, etc. Su obra se ha traducido extensamente; parte o toda existe en francés, alemán, español, italiano, portugués, estonio, japonés, coreano, bengalí, etc.
En el año 2012 se publica en español el Informe Lugano II con el subtítulo Esta vez vamos a liquidar la democracia. Susan George insiste en la continuidad de la crisis, la voluntad del poder financiero y empresarial —que ella denomina como los solicitantes— de acabar con la democracia y la alta probabilidad de que se producirá de nuevo una crisis bancaria como la de Lehman Brothers.

## Obras traducidas al español
- Enferma anda la tierra (IEPALA, 1987, ISBN 84-85436-47-4) En Google Books (texto incompleto)
- La trampa de la deuda: Tercer Mundo y dependencia (IEPALA, 1990) - En Google Books (texto incompleto)
- El informe Lugano (Icaria, 2001. ISBN 978-84-7426-483-8) publicado en inglés en 1999
- Pongamos la OMC en su sitio (Icaria, 2002. ISBN 978-2-7441-5276-4)
- La Globalización Liberal (con Martin Wolf, Anagrama, 2003. ISBN 978-84-339-6184-6)
- La Globalización de Los Derechos Humanos (con Noam Chomsky, Crítica [Grijalbo Mondadori], 2004. ISBN 978-84-8432-484-3)
- Otro mundo es posible si...  (Icaria, 2004. ISBN 978-84-7426-703-7)
- Nosotros, los pueblos de Europa: Lecciones francesas para repensar Europa y el mundo (Icaria, 2005. ISBN 84-7426-863-x)
- El pensamiento secuestrado: Cómo la derecha laica y la religiosa se han apoderado de Estados Unidos (Icaria, 2007. ISBN 9788474269499)
- Sus crisis, nuestras soluciones (Icaria, 2010. ISBN 978-84-9888-231-5)
- El Informe Lugano II. Esta vez vamos a liquidar la democracia (Deusto Ediciones, 2012. ISBN 978-84-234-1344-7)[1]
- Los usurpadores. Cómo las empresas transnacionales toman el poder (Icaria, 2015. ISBN 978-84-9888-642-9)